# Burg Blankenberg (Sieg)
Die Burg Blankenberg ist die Ruine einer Höhenburg auf einem 152 Meter hohen Bergkamm oberhalb der Siegschleife im Ortsteil Stadt Blankenberg der Stadt Hennef, Nordrhein-Westfalen.

## Geschichte
Die Burg dürfte zwischen 1150 und 1180 errichtet worden sein. Im Jahr 1181 wurde sie erstmals urkundlich erwähnt.
Die Grafen von Sayn, genauer die zwei Brüder Eberhard I. und Heinrich I., übertrugen 1152 die Burg und den Hof Sayn bei Bendorf dem Erzbischof von Trier, nachdem der Erzbischof von Köln Arnold II. diese hatte belagern und zerstören lassen, und residierten in Blankenberg. Da sie sich militärisch ruhig hielten, ließ Arnold II. sie gewähren.
Im Jahr 1363 ging die Burg mit Stadt und Umland an die Grafen und späteren Herzöge von Berg.
Im Dreißigjährigen Krieg wurde die Burg von schwedischen Truppen erobert und einige Jahre besetzt. Später wurde die Burg teilweise geschleift, um anderen Kriegsherren kein lohnendes Ziel mehr zu bieten.
1829 erwarb der damalige Major Friedrich Ernst Theodor von Delitz den Burgberg Blankenberg mit der Ruine und Teilen der Altstadt, um dort ein Weingut zu betreiben. 1913 wurde das Gelände an den Fabrikanten Richard Grüneberg verkauft.

Burg Blankenberg
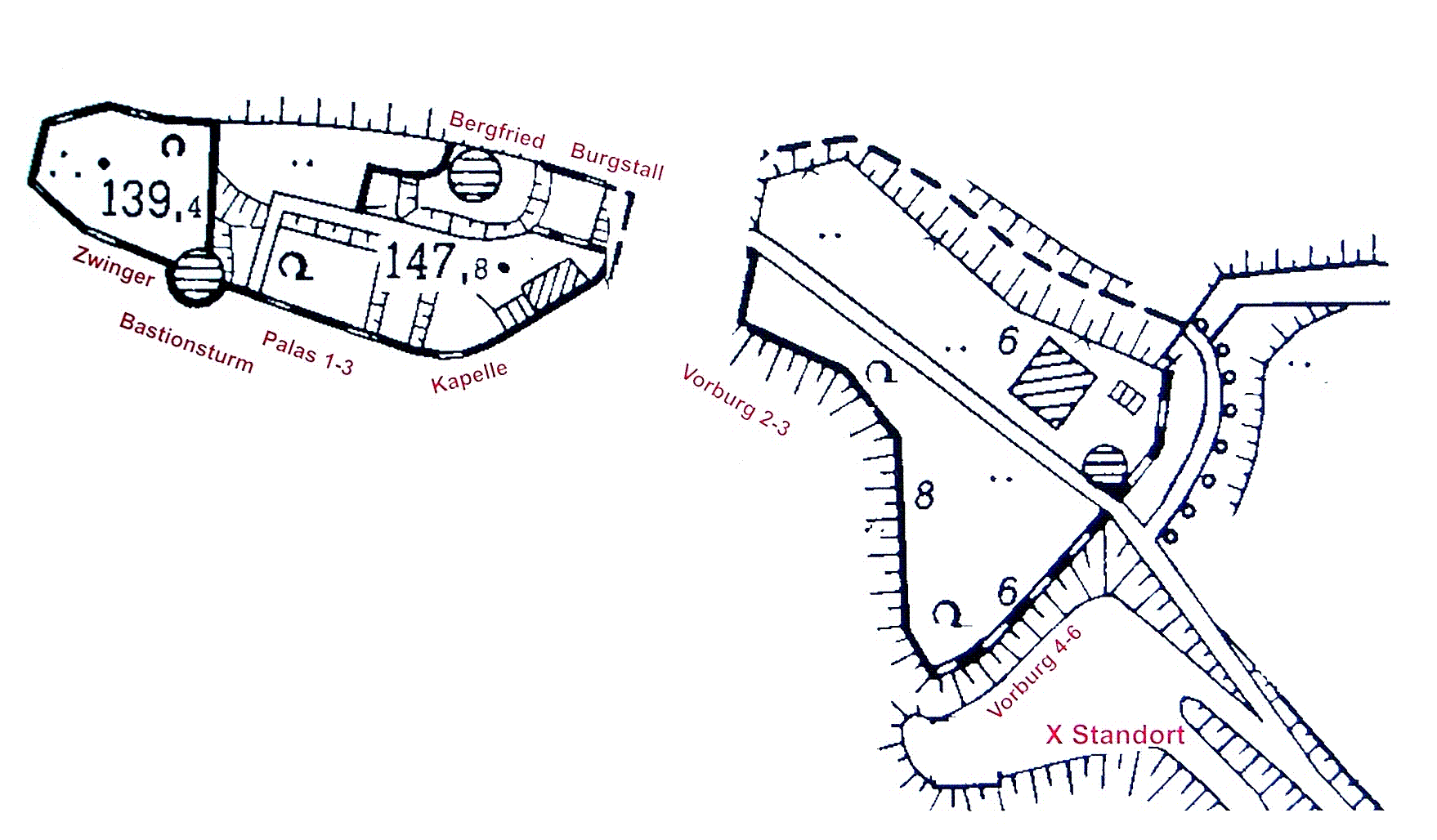
Grundriss der Burg
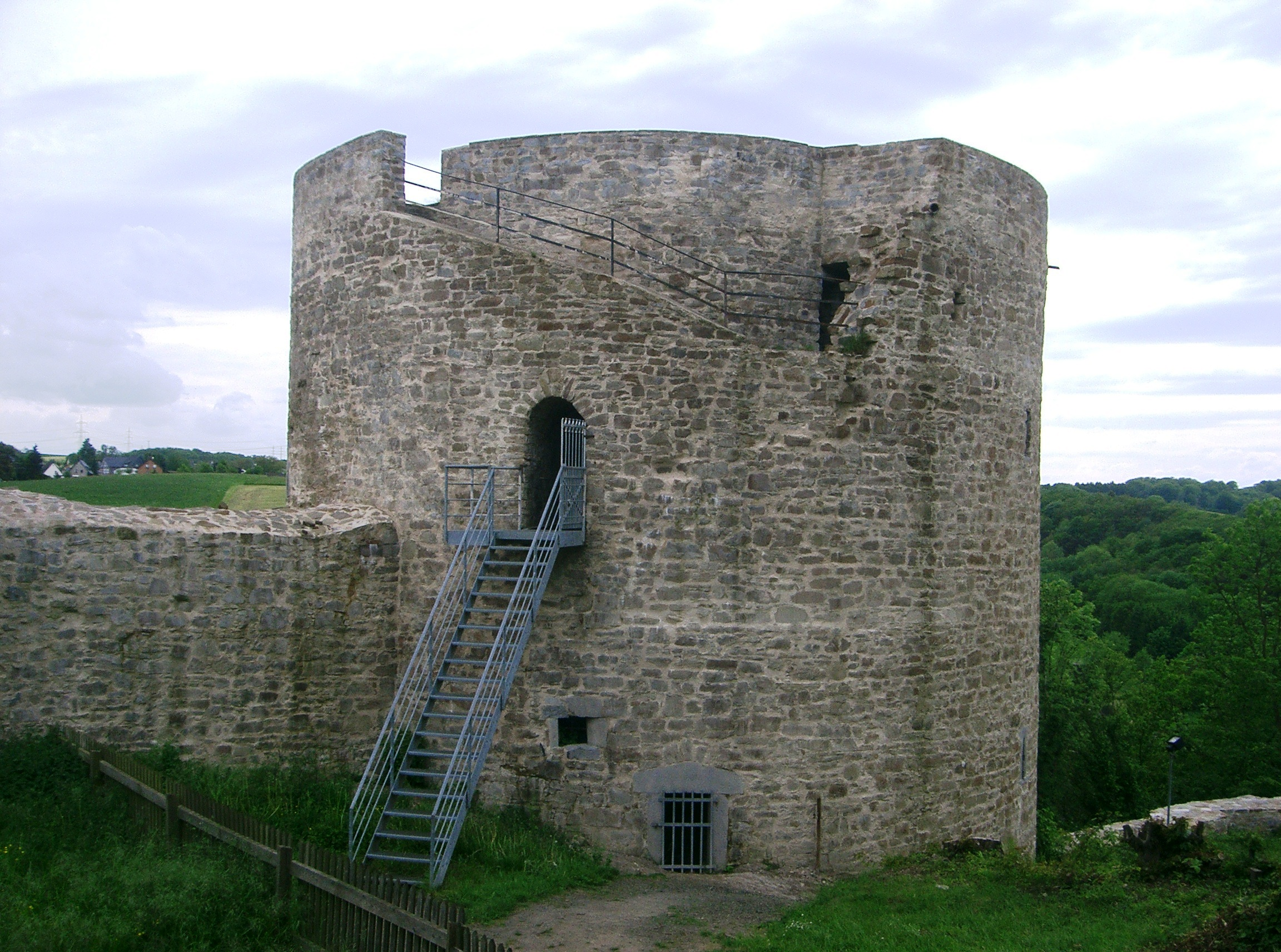
Bastionsturm
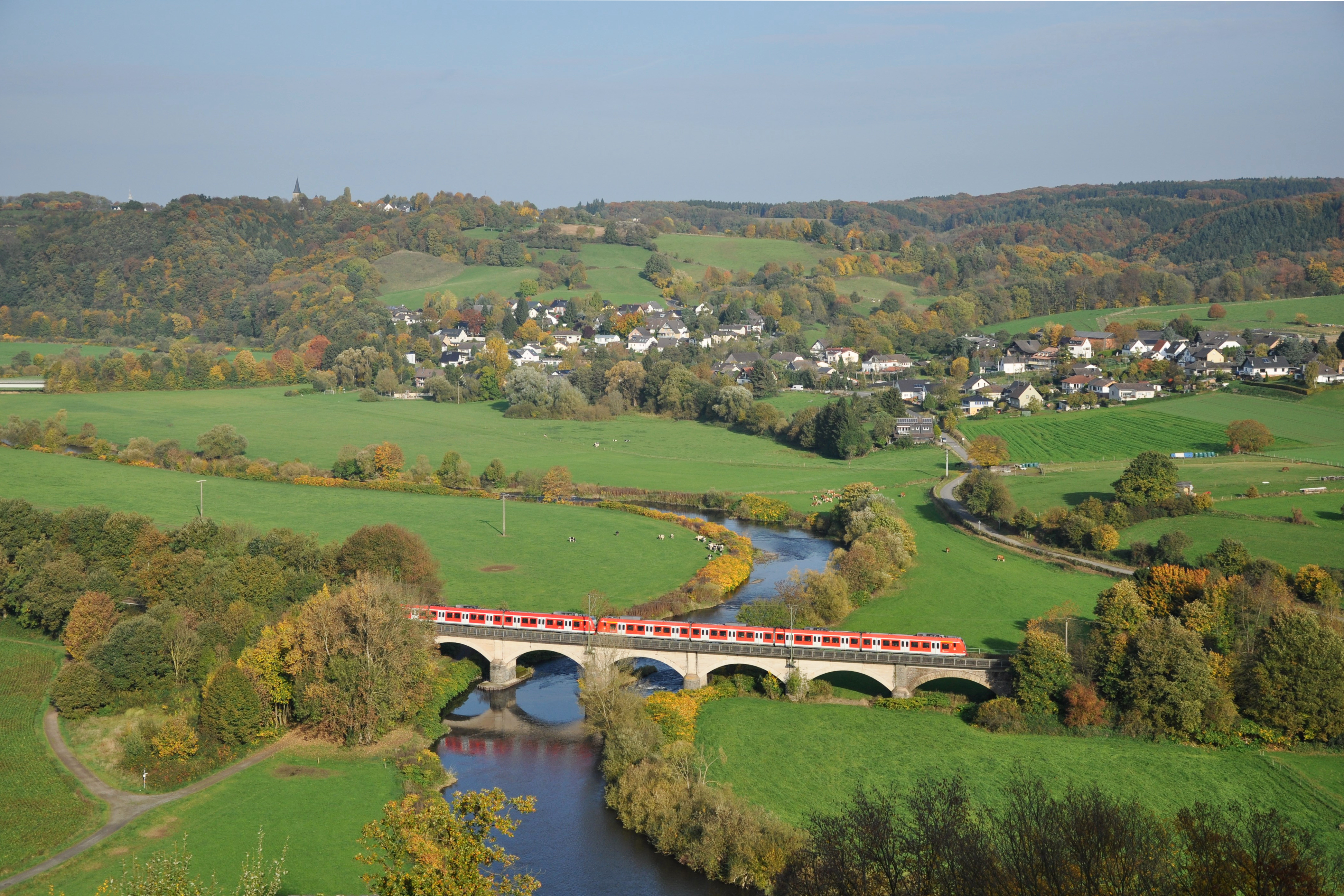
Aussicht vom Bastionsturm
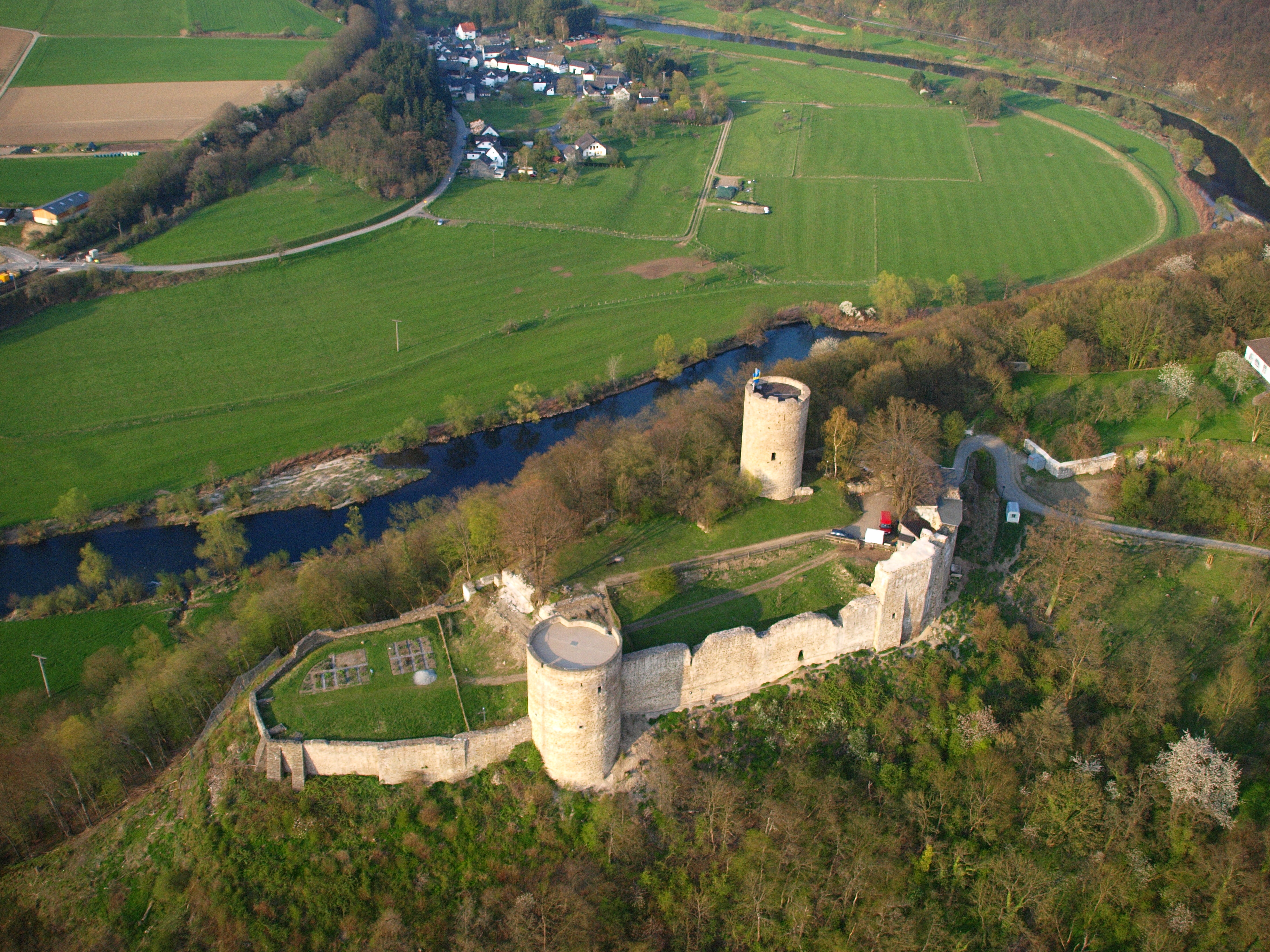
Luftbild

## Burg Blankenberg heute
Heute bietet sich noch das Bild einer kompakten Burganlage mit vier Türmen und Stadtmauer. In den letzten Jahren wurde ihr Zustand gesichert und die Ruinen bis 2006 weitestgehend restauriert. Die Burganlage umfasst eine Vorburg und die Hauptburg. Die Vorburg ist in Privatbesitz und nicht zu besichtigen.
Die Hauptburg befindet sich im Eigentum der Stadt Hennef. Aus ihrer Mitte ragt der runde Bergfried als höchstes Bauwerk, der allerdings nicht zum Besteigen freigegeben ist. Ansonsten kann die Hauptburg in der Regel tagsüber kostenlos besichtigt werden. Vom südlich gelegenen Bastionsturm (St.-Georgs-Turm) hat man dann einen schönen Rundumblick ins Ahrenbachtal und ins Siegtal.
Seit 2006 gestaltet der Verein „Freundeskreis Burggarten Blankenberg“ die Bastionsfläche der Burganlage in einen Kräutergarten um: den Burggarten. Die Sammlung besteht inzwischen aus über 200 Heil- und Küchenkräutern. Der Burggarten ist während der Öffnungszeiten der Burganlage jederzeit zugänglich.
Seit 2012 findet auf dem Gelände der Hauptburg jährlich eine Kunstausstellung unter dem Titel „Kunst auf Burg Blankenberg“ statt. Die dabei ausgestellten meist modernen Skulpturen kommen in dem historisch anmutenden Ambiente der Burg sehr schön zur Geltung.
Die gesamte Anlage der Burg Blankenberg – einschließlich Vorburg und Hauptburg – wurde 1985 unter Denkmalschutz gestellt. Außerdem ist sie seit 2008 eingebettet in den Denkmalbereich „Historische Kulturlandschaft 'Unteres Siegtal: Stadt Blankenberg - Bödingen'“, der als wesentliche Komponenten einerseits Stadt Blankenberg mit der Burg und andererseits den Wallfahrtsort Bödingen mit seiner Wallfahrtskirche „Zur Schmerzhaften Mutter Gottes“ sowie die gesamte dazwischenliegende, beide Seiten verbindende Siegaue umfasst.